# Lamellibrachia victori
Lamellibrachia victori är en ringmaskart som beskrevs av Mañe-Garzon och Montero 1985. Lamellibrachia victori ingår i släktet Lamellibrachia och familjen skäggmaskar. Inga underarter finns listade i Catalogue of Life.